# Hinwil
Hinwil ist eine politische Gemeinde und Hauptort des gleichnamigen Bezirks des Kantons Zürich in der Schweiz.

## Wappen
Blasonierung:
Halb gespalten und geteilt von Silber und Blau über Gold

### Dorfwappen

Bernegg
Bossikon
Hadlikon
Ringwil

## Geographie
Die Gemeinde liegt auf dem Land und doch nahe der Stadt Zürich, im Zürcher Oberland. Mit einer Fläche von 22,27 km² und 11'755 Einwohnern (Stand 31. Dezember 2022) in 5093 Haushaltungen gehört Hinwil zu den grösseren Gemeinden des Kantons Zürich.
Hinwil wird vom Bachtel (1115 m ü. M.) überragt und ist auf dessen westlicher Abdachung mit dem Wildbach gegen den Pfäffikersee ausgerichtet.
Zur Gemeinde gehören sechs Aussenwachten: Girenbad, Hadlikon, Ringwil, Unterbach, Unterholz und Wernetshausen, sowie die Weiler Bossikon und Erlosen. Diese Aussenwachten waren früher zum Teil eigenständige Gemeinden, weshalb die meisten auch heute noch ein Wappen führen.
Hinwils Mundartnamen: Hewiil, Hiwiil.

## Bevölkerung
| Jahr | Einwohner |
| ---- | --------- |
| 1637 | 00'624    |
| 1794 | 02'112    |
| 1850 | 02'697    |
| 1900 | 02'864    |
| 1950 | 03'623    |
| 1980 | 07'554    |
| 2000 | 09'063    |
| 2005 | 09'758    |
| 2010 | 10'364    |
| 2015 | 10'830    |
| 2020 | 11'344    |
| 2022 | 11'563    |

- Bevölkerungsdichte: 519,6 Einw./km²
- Anzahl Privathaushalte: 5093 (Stand 2022)[6]

### Religion
2022 gehörten 33,59 Prozent der Bevölkerung der evangelisch-reformierten Kirche und 22,37 Prozent der römisch-katholischen Kirche an. 44,04 Prozent hatten eine andere oder keine Konfessionszugehörigkeit.
Die katholische Kirche Liebfrauen wurde von Architekt Joseph Steiner im Jahr 1920 als neuromanische Kirche erbaut. In den Jahren 1977–1978 wurde die Kirche von Architekt Walter Bosshart erweitert und zu einer modernen Kirche umgebaut. Der Altarraum wurde von Josef Caminada gestaltet.
In Hinwil gibt es zudem die Viva Kirche, eine evangelische Freikirche.

## Politik
Seit 2022 ist Andreas Bühler Gemeindepräsident (SP).
| Mitglieder des Hinwiler Gemeinderats (2022–2026) | Mitglieder des Hinwiler Gemeinderats (2022–2026) | Mitglieder des Hinwiler Gemeinderats (2022–2026) | Mitglieder des Hinwiler Gemeinderats (2022–2026) |
| Name                                             | Amtsantritt                                      | Funktion                                         | Partei                                           |
| ------------------------------------------------ | ------------------------------------------------ | ------------------------------------------------ | ------------------------------------------------ |
| Andreas Bühler                                   | 2022                                             | Gemeindepräsident                                | SP                                               |
| Beat Amstutz                                     | 2014                                             | Tiefbau und Werke / 1. Vizepräsident             | SVP                                              |
| Christina Haffter                                | 2022                                             | Bau und Planung / 2. Vizepräsident               | FDP                                              |
| Florian Michel                                   | 2022                                             | Finanzen, Steuern und Liegenschaften             | parteilos                                        |
| Herta Huber                                      | 2022                                             | Gesundheit und Umwelt                            | FDP                                              |
| Gabriela Casutt                                  | 2016                                             | Soziales                                         | FDP                                              |
| Brigitte Wälchli                                 | 2022                                             | Sicherheit                                       | Die Mitte                                        |

In Hinwil sind sechs Ortsparteien tätig: Die Mitte, Evangelische Volkspartei (EVP), FDP.Die Liberalen (FDP), Grüne Partei der Schweiz (Grüne), Sozialdemokratische Partei der Schweiz (SP) und Schweizerische Volkspartei (SVP).
Bei den Nationalratswahlen 2019 erreichten die Parteien folgende Wähleranteile: SVP 41,97 %, FDP 11,36 %, Grüne 10,78 %, SP 10,71 %, glp 9,45 %, CVP 5,20 %, EVP 3,83 %, EDU 3,34 % BDP 1,51 % und andere (8) 1,85 %.
Die Wähleranteile bei der Nationalratswahl 2023: SVP 41,82 % (−0,15 %), SP 12,94 % (+2,23 %), Die Mitte 9,58 % (+2,87 %), FDP 9,38 % (−1,98 %), glp 9,12 % (−0,34 %), Grüne 7,09 % (−3,69 %), EVP 3,35 % (−0,47 %), EDU 3,10 % (−0,23 %), Aufrecht Zürich 1,60 %, andere (11) 2,02 %.

## Geschichte

Historisches Luftbild von 1929, aufgenommen aus 200 Metern Höhe von Walter Mittelholzer

Bei Restaurierungsarbeiten im Jahr 1968 wurden bei archäologisch-bauanalytischen Untersuchungen im Innern der reformierten Kirche Mauerreste aus römischer Zeit gefunden. Die Reste eines Hypokaustum lassen auf eine römische Villa schliessen; die Gegend des heutigen Hinwil war demnach schon in der Antike bewohnt.
Im Burgbüel nordöstlich der Kirche besteht eine markante Wallaufschüttung, die von einem tiefen Graben durchschnitten wird. Im Mittelalter soll auf dem nördlichen Wallabschnitt die Burg Hinwil gestanden haben.
Der erste schriftlich erwähnte Name von Hinwil lautet Hunichinwilare und stammt aus dem Zeitraum 743–747. Es handelt sich um die Urkunde einer Schenkung eines Landbert an das Kloster St. Gallen. Wahrscheinlich stand damals in der Gegend vom heutigen Dorfhügel ein kleiner alamannischer Weiler.
Hadlikon ist 775 erwähnt (als Hadaleihinchova),
Bossikon 829 (als Pozinhova), Ringwil 837 (als Rimolteswilare),
Wernetshausen 867 (also Werinholveshusa).
Im 13. Jh. gehörte Hinwil zur Herrschaft Grüningen. Im 15. Jh. gehörten Teile des Gemeindegebiets zum Kloster Rüti und zur Kommende Bubikon.
Der Burgstall Hinwil wurde im 15. Jh. zerstört.
Nach der Reformation gelangte der grösste Teil der Herrschaftsrechte an die Stadt Zürich.
Im 18. Jh. breitete sich Heimarbeit aus, 1776 waren 60 % der Bevölkerung mit Baumwollverarbeitung beschäftigt.
1925 wurde das Ortsmuseum Hinwil gegründet.

## Wirtschaft

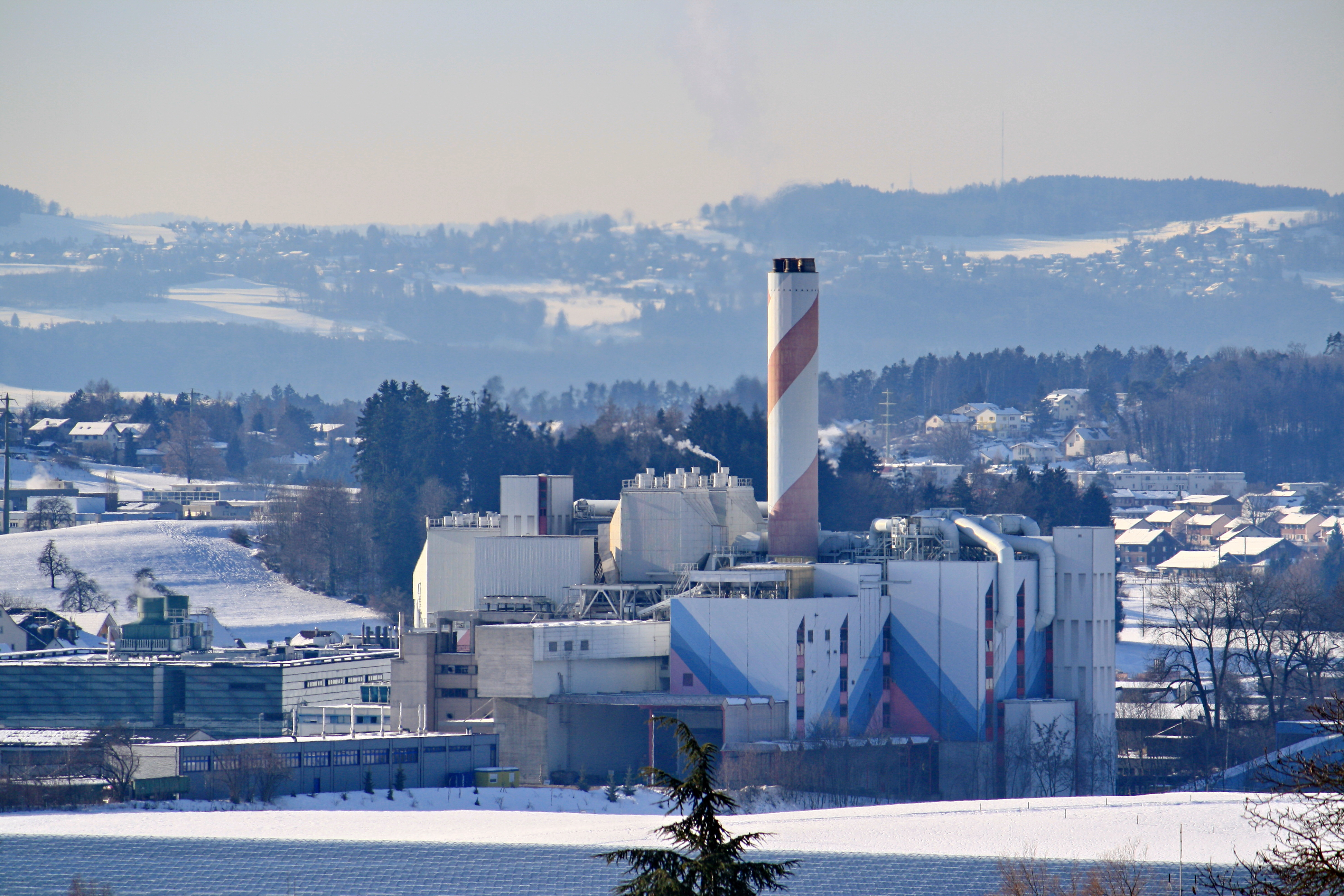
KEZO, Ansicht von der Ringwilerstrasse

Das Industriequartier in Hinwil ist die Heimbasis des Formel-1-Rennstalls Sauber Motorsport. Im Industriequartier befinden sich unter anderem die Unternehmen Belimo, Ferag und FBB (FBB Frischbeton & Baustoff AG). Eine der bekanntesten Hinwiler Firmen war Bührer Traktoren, die schweizweit ein renommiertes Ansehen hatte. In weiten Teilen der Deutschschweiz waren auch die Bonbons der Zuckerwarenfabrik H. Schätti bekannt. Die Industrie wird auch in Hinwil zunehmend von dem Dienstleistungssektor verdrängt, so sind heute verschiedene grosse Einkaufszentren wichtige Arbeitgeber in der Region.
Hinwil beherbergt einzelne Infrastrukturanlagen des Zürcher Oberlands: die Kehrichtverwertung Zürcher Oberland (KEZO), ein Zweckverband von 39 Oberländer Gemeinden, die gemeinsam eine der sechs Kehrichtverbrennungsanlagen im Kanton betreiben; sowie die Prüfstelle Hinwil, eine von zwei untergeordneten Prüfstellen des kantonalen Strassenverkehrsamts. Der Bund unterhält das Armeelogistikcenter Hinwil.
Die Kläranlage Bossikon-Hinwil liegt im Industriequartier.
Im Gemeindezentrum gibt es Kleingewerbe.

### Verkehr

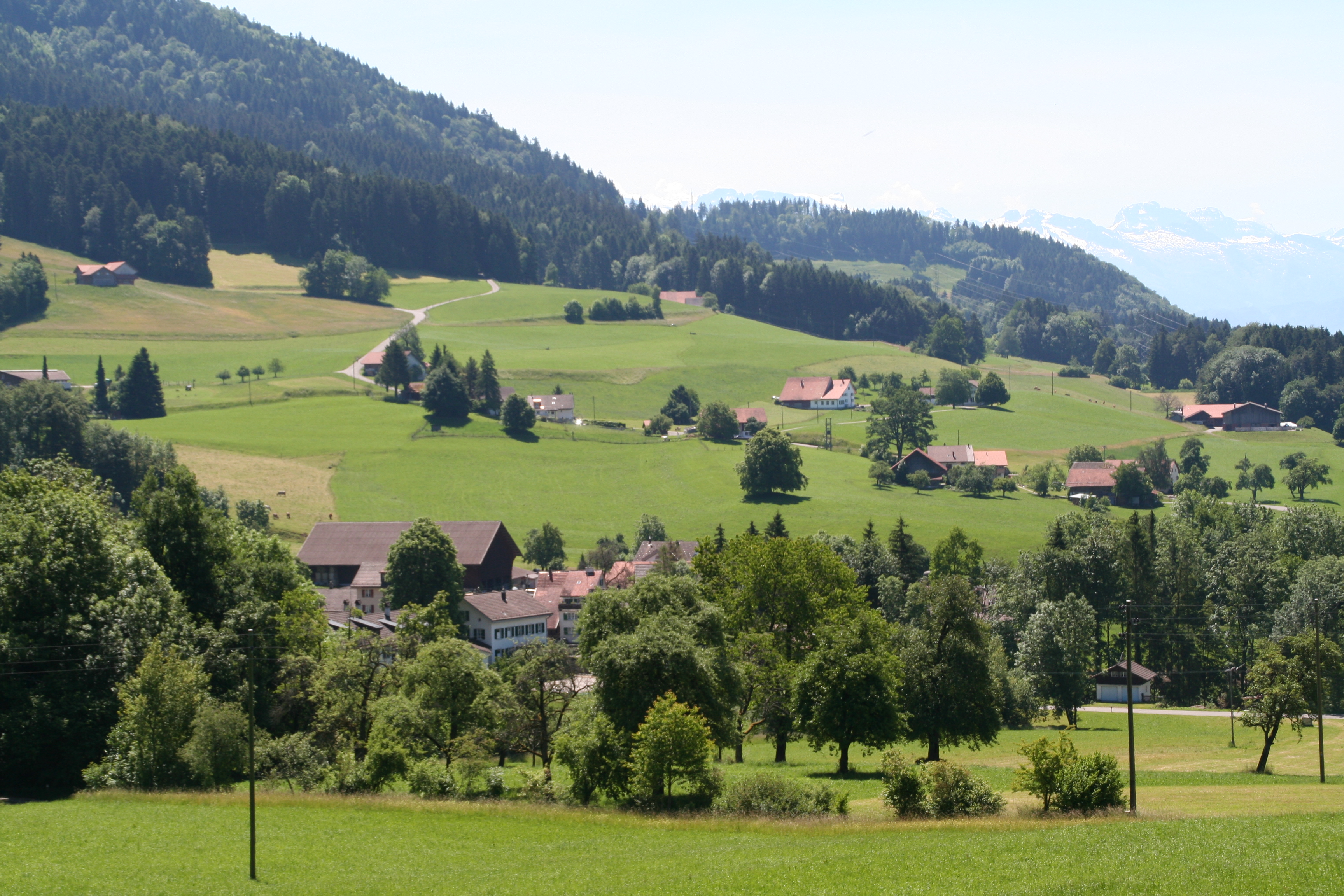
Girenbad

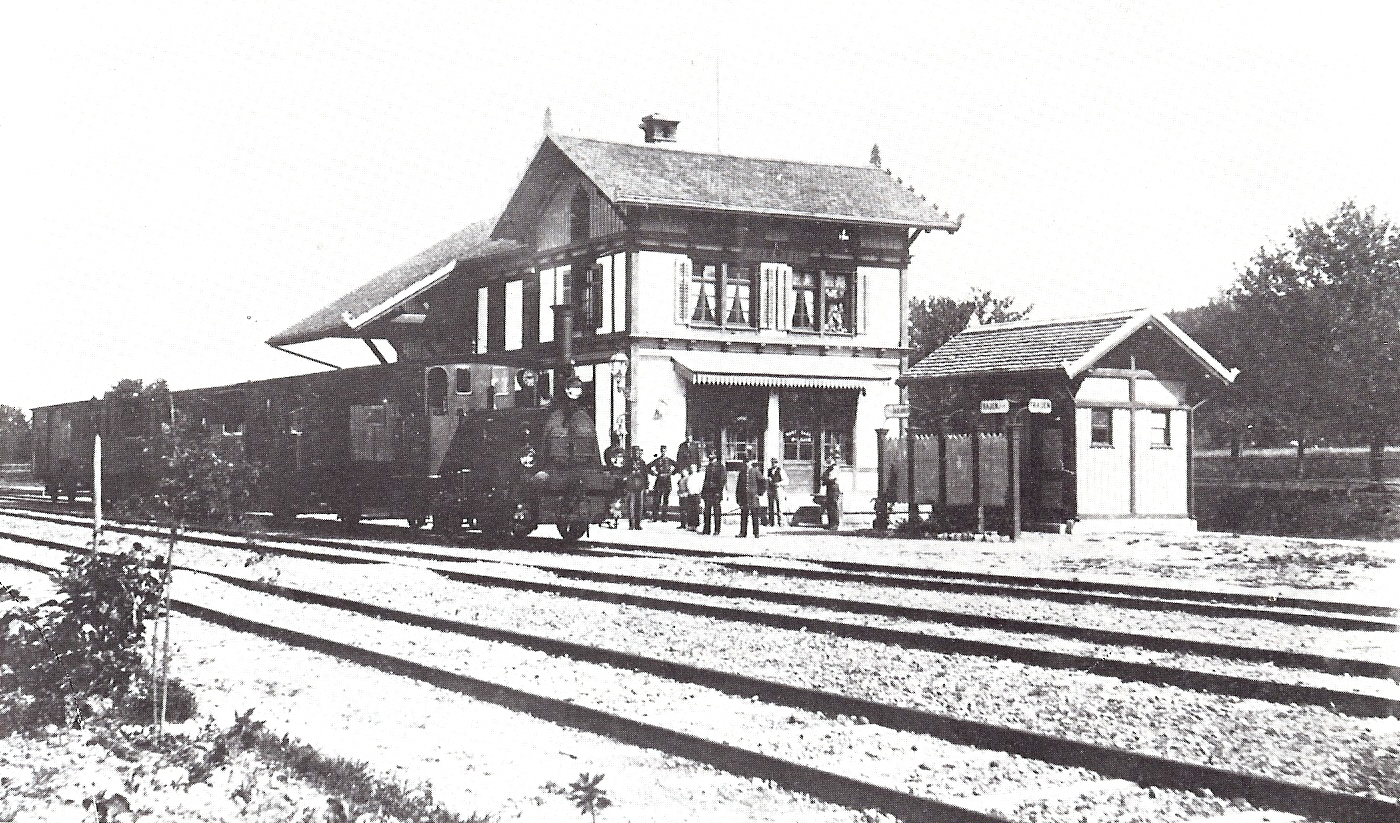
Der Bahnhof Hinwil 1877

und 1965

Die Gemeinde ist seit dem 3. Mai 1876 mit der Eröffnung der Bahnstrecke Effretikon–Hinwil durch die Eisenbahngesellschaft Effretikon–Wetzikon–Hinwiel (1876–1886) durch den Bahnhof Hinwil an das schweizerische Eisenbahnnetz angeschlossen. Die Bahngesellschaft ging am 1. Januar 1886 an die Schweizerische Nordostbahn (NOB). Am 1. Juni 1901 wurde die durch den schon bestehenden Bahnhof geführte Uerikon-Bauma-Bahn (UeBB) eröffnet.
Die Uerikon-Bauma-Bahn wurde 1948 von den Schweizerischen Bundesbahnen (SBB) übernommen und die Strecke Bubikon–Hinwil stillgelegt. Die Strecke Hinwil–Bäretswil wurde 1969 für den Personenverkehr stillgelegt. Der Abschnitt Hinwil–Bäretswil–Bauma blieb erhalten und wird seit 1978 von der Museumsbahn Dampfbahn-Verein Zürcher Oberland (DVZO) befahren. Auf dem Streckenabschnitt Hinwil–Bäretswil verkehren noch unregelmässig Güterzüge, vorwiegend Bauaushub für ein Betonwerk.
Der Bahnhof Hinwil wird durch die S 14 Affoltern a. A. – Altstetten – Zürich HB – Oerlikon – Wallisellen – Hinwil  im Halbstundentakt bedient.
Es existieren folgende Buslinien, die durch die Verkehrsbetriebe Zürichsee und Oberland (VZO) bedient werden: 
- 869 Bahnhof Wetzikon – Industrie Hinwil – Bahnhof Hinwil
- 870 Bahnhof Hinwil – Hadlikon – Oberdürnten – Tann – Bahnhof Rüti
- 875 Bahnhof Hinwil – Girenbad – Ringwil

Im Süden der Gemeinde im Gebiet Betzholz liegt der gleichnamige Kreisel Betzholz. Er ist Teil des Autobahnanschlusses Hinwil der Autobahn A15 (Oberlandautobahn), die zurzeit (2021) am Kreisel endet. In den Kreisel münden die kantonale Autostrasse A52 (Forchautostrasse) und die Zufahrtsstrasse nach Hinwil. Innerhalb des Kreisels befinden sich das vorbereitete Trassee der A53 (Richtung Uster) auf einer So-da-Brücke und ein Verkehrssicherheitszentrum des TCS sowie der Verkehrsstützpunkt Betzholz, einer von fünf Stützpunkten der Abteilung Verkehrspolizei der Kantonspolizei.

## Sehenswürdigkeiten

### Zwölfistein

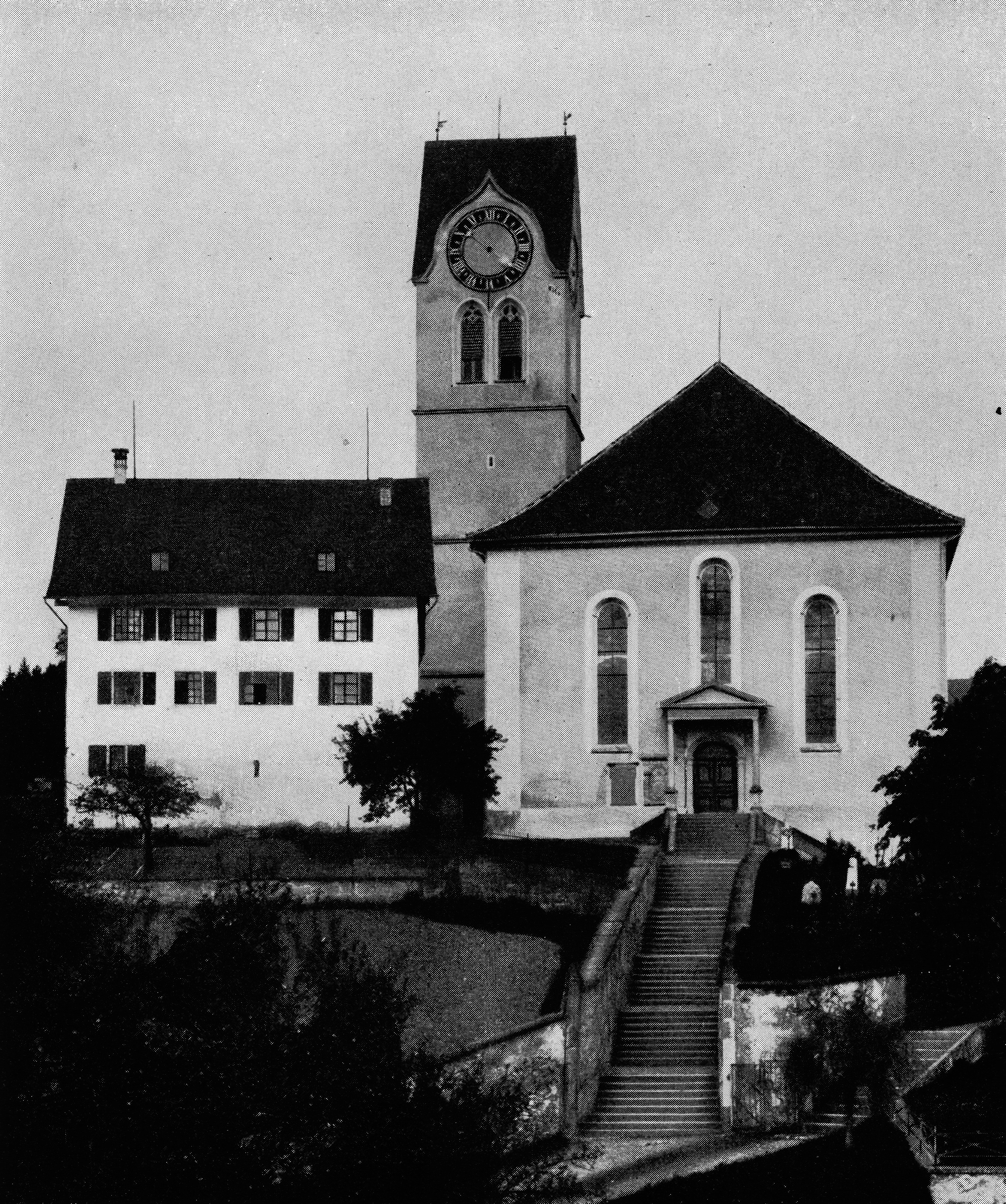
Reformierte Kirche Hinwil samt ehemaligem Pfarrhaus

Der «Zwölfistein» ist ein 3–4 Meter grosser Nagelfluh-Findling etwas oberhalb von Wernetshausen in der Gemeinde Hinwil. Der Sage nach soll sich der Zwölfistein jede Nacht, wenn die Glocken des Basler Münsters (nach anderen der Hinwiler Kirche) Mitternacht schlagen, bei jedem Schlag einmal drehen.

### Ruine Bernegg
Die Ruine Bernegg steht oberhalb des Wildbachtobels bei Girenbad. Die einstige Burg wurde im Hochmittelalter von den Rittern von Bernegg bewohnt, die die Burg aber 1273 wegen Geldmangel veräusserten und bis auf die Grundmauern schleifen mussten. Heute ist noch ein Burgstall zu sehen. Die Überreste wurden Anfang des 20. Jahrhunderts im Auftrag der Antiquarischen Gesellschaft Hinwil restauriert.

### Bachtel

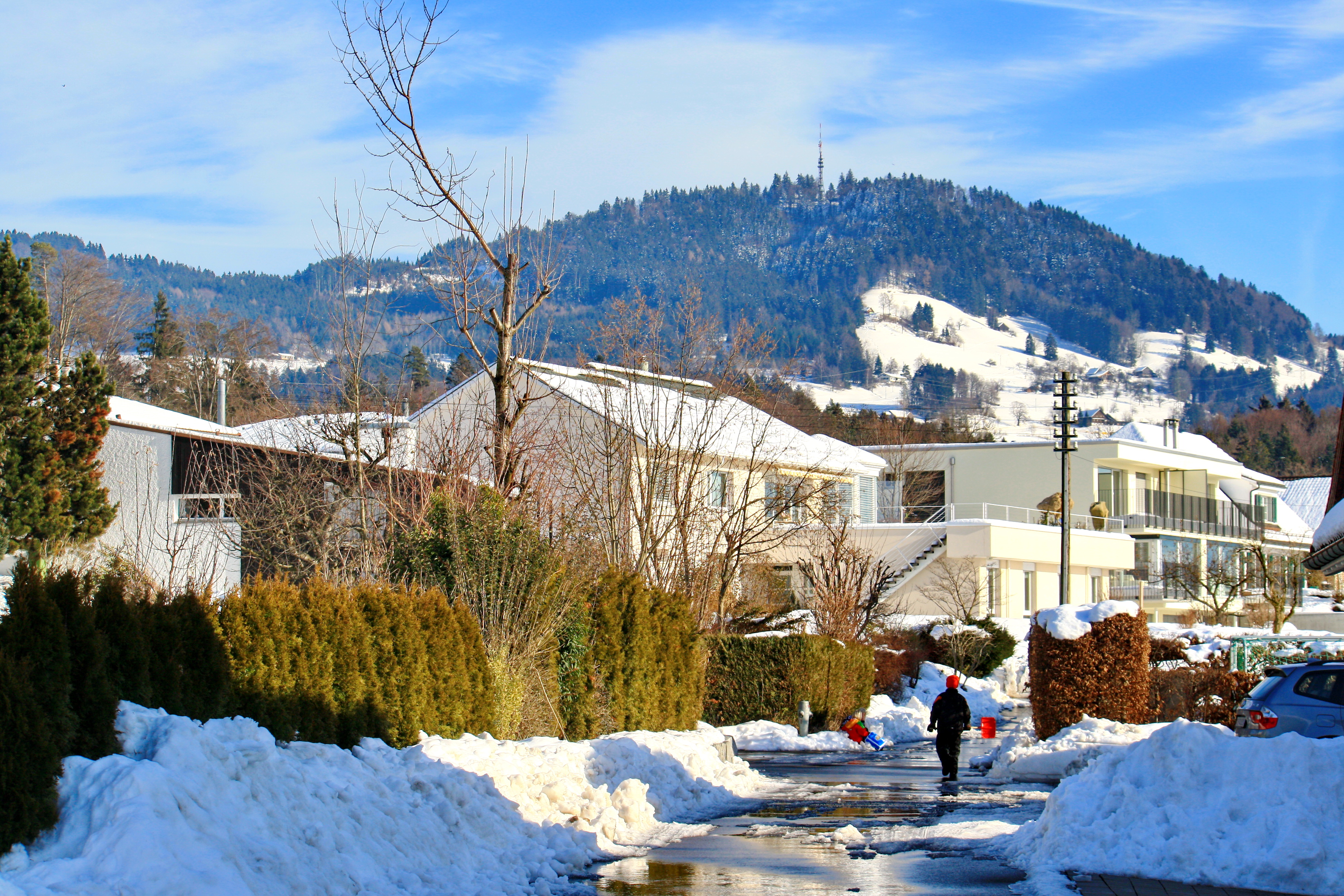
Ansicht von der Benklenstrasse auf den Westhang des Bachtels

Ein beliebtes Ausflugsziel ist der 1115 Meter hohe Hausberg von Hinwil, der Bachtel. Vom 60 Meter hohen Bachtelturm (Aussichtsplattform in 30 Meter Höhe) hat man einen Ausblick über das Zürcher Oberland bis in die Alpen.

## Schulanlagen
An zentraler Lage beim Friedhof steht die Oberstufenschulanlage Breite. Die Schulanlage Breite verfügt über ein Indoorhallenbad mit verstellbarem Boden.

## Städtepartnerschaften
- Jablonné nad Orlicí, Tschechien

## Persönlichkeiten
- Hans Rudolf Greutert (1792–1858), Orgelbauer
- Heinrich Honegger (1832–1889), Jurist und Politiker
- Rudolf Greutert (1835–1911), Orgelbauer und Organist
- Heinrich Rottensweiler (1834–1893), Maler, Dirigent und Lehrer
- Karl Rüegg (1842–1910), Pädagoge und Dichter[21]
- Rosa Grimm (1875–1955), Politikerin, heimatberechtigt in Hinwil
- Ernst Georg Rüegg (1883–1948), Maler, lebte in Hinwil
- Joseph Schmidt (1927–2022), Sänger und Filmschauspieler
- Albert Walder (1923–2007), Fotograf[22][23]
- Walter Reist (1927–2022), Unternehmer, Ehrenbürger
- Peter Rüfenacht (1935–2023), Maler[24][25]
- Herbert Maissen (1928–2016), Unternehmer, Gründer AKAD, in Hinwil geboren[26]
- Sid Kucera (1941–2025), Jazzmusiker
- Rico Weber (1942–2004), Künstler
- Ueli Maurer (* 1950), Bundesrat
- Bruno Zuppiger (1952–2016), Politiker
- Leo Ritzmann (* 1989), Sänger
- Remo Freuler (* 1992), Fussballspieler, spielte in der Jugend beim FC Hinwil
- Dany Brand (* 1996), Leichtathlet